# Хатанга (река)
Ха́танга — река в России, протекает по Таймырскому Долгано-Ненецкому району Красноярского края. Длина 227 км (с Котуем — 1636 км), площадь водосборного бассейна — 364 тысячи км².

## Этимология
Имеются несколько версий происхождения названия. По одной хатанга восходит к долганскому слову со значением «берёзовый». По другой версии, название аналогично распространённым в Сибири гидронимам (таким как Катунь и Катанга), то есть восходит к древнетюркскому хатын — «госпожа, знатная женщина, царица, ханша, дама».

## География

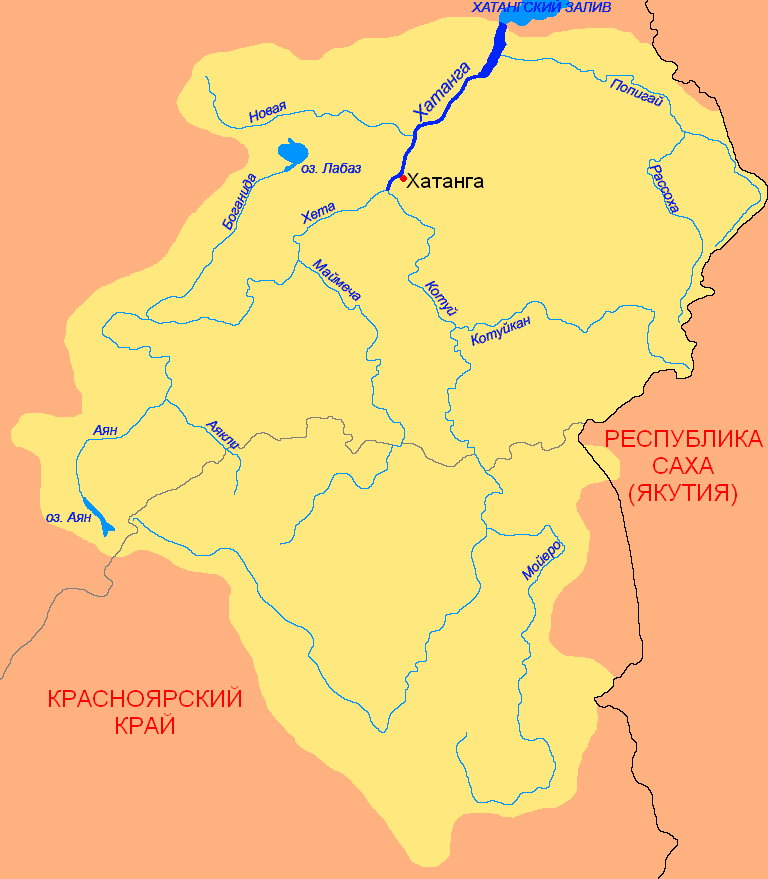

Образуется при слиянии рек Котуй и Хета. Впадает в Хатангский залив моря Лаптевых. Хатанга протекает по Северо-Сибирской низменности в широкой долине, разбиваясь на рукава, на нижнем участке ширина долины до 5 км, в русле расположено большое количество островов. В бассейне Хатанги находится около 112 тысяч озёр общей площадью 11,6 тысячи км². В устье реки находится бар, отделённый от берегов приливными бороздинами: слева — глубиной 8-10 м, справа — около 4 м.

## Гидрология
Питание реки главным образом снеговое. Половодье с конца мая по август. Замерзает в конце сентября — первой половине октября, вскрывается в первой половине июня. Годовой размах колебаний уровня до 8,5 м на нижнем участке в межень отмечаются приливы. Среднегодовой расход воды — 3320 м³/с, наибольший — 18 300 м³/с.
| Средний расход воды (м³/с) реки Хатанги по месяцам с 1961 по 1994 гг. (замеры производились на гидрологическом посту в районе с. Хатанга, в 217 км от устья) |

## Притоки
Основные притоки: справа — Нижняя, Блудная, Попигай (впадает в устьевое расширение); слева — Новая, Малая Балахня, Уголяк.

## Хозяйственное использование
Осуществляется промышленный лов ряпушки, омуля, муксуна, нельмы, тайменя, гольца. Река судоходна (пристань Хатанга).

## Хатанга в музыке
Николай Кондратюк спел песню «Хатанга» на первомайском Голубом огоньке 1968 года.